# Девід Еймісс
Сер Девід Ентоні Ендрю Еймісс (англ. Sir David Anthony Andrew Amess [ˈeɪmɪs]) (26 березня 1952, Плейстоу, Ессекс, Британія — 15 жовтня 2021, Лі-он-Сі, Ессекс, Британія) — британський політичний діяч від консервативної партії. З 1983 року і до своєї смерті він представляв два округи Ессекса в палаті громад Британії.

## Біографія
Девід Еймісс народився 26 березня 1952 року в Плейстоу, Ессекс (тепер частина Ньюгема, Лондон), в родині електрика Джеймса Еймісса та кравчині Мод Мартін. Був вихований римокатоликом, як і його мати. Після вивчення економіки та державної інженерії в Борнмутському університеті деякий час працював у страховому бізнесі та рекрутингу, а потім перейшов у політику. 1979 року він безуспішно намагався обратись до Палати громад у Ньюгемі.
1982 року Еймісс був обраний членом ради лондонського району Редбрідж. З 1983 року він був членом Британської палати громад та був одним із заступників Ліндсі Хойла на посаді спікера. З 1997 року він представляв виборчий округ Саутенд-Вест.

## Убивство
15 жовтня 2021 року 25-літній громадянин Великої Британії сомалійського походження напав на нього під час зустрічі з виборцями у громадянській поліклініці в методистській церкві Belfairs у Лі-он-Сі, серйозно поранивши його ножем. Невдовзі Еймісс помер на місці, поліція затримала підозрюваного. У Девіда Еймісса залишилась дружина та п'ять дітей.
Підозрюваний заздалегідь спланував напад, за тиждень до вбивства він записався на зустріч до депутата, а потім вирушив до Лі-он-Сі з Лондона.

## Відзнаки
- 2015: лицар-бакалавр, за політичну та громадську службу.[13]